# شهرستان گولانگ
شهرستان گولانگ (به لاتین: Gulang County) یک منطقهٔ مسکونی در چین است که در وووی، گانسو واقع شده‌است. شهرستان گولانگ ۵٬۱۰۳ کیلومتر مربع مساحت دارد.